# 音松くん
音松くん（おとまつくん）は、1992年4月18日-1995年9月30日にフジテレビで土曜日23:30-24:00 （通称Panasonic枠）に放送されていた、バラエティ番組『夢がMORI MORI』の1コーナーにSMAPが6人兄弟を演じたコントである。名前の由来は『おそ松くん』をもじったもの。

## 概要
- ダンス教室を営む音博子（おと・ひろこ：森口博子）の6人の弟たち（六つ子）という設定で、名前は全員「○（←色が入る）松」。通常は、各自の名前に付いている色と同色の詰襟・ボタン無しの学生服を着ている。
- イメージカラーから連想される事柄にあわせて、各役柄の個性を設定している。SMAPがジャニーズやアイドルファンだけではなく一般的にも知られるきっかけとなったシチュエーション・コメディである。
- 設定上、誰が何番目の兄弟なのかは明確にされていない。
- SMAPのメンバーカラーはこの配役の色がそのまま反映されている（「BISTRO SMAP」のみ稲垣と中居の色を入れ替えていた）。また、森がオートレーサーに転身後、使用しているヘルメットなどにはメンバーカラーと同じ色の5つの星を入れており、特にSMAPが解散した後のメディア取材ではそれに触れる事が多い。
- 2006年5月1日放送の『SMAP×SMAP』で、白松（森）を除く5人で「音松くん リターンズ」として復活した。
- 2013年9月30日放送の『SMAP GO!GO!』でのキャラクター紹介では白松（森）も含めた六人の紹介があった。

## メンバー
- SMAP
  - 中居正広 - 青松 （青い空と海が好きな青春熱血体育会系で単細胞）
  - 木村拓哉 - 赤松 （クールかつ情熱的に真赤な薔薇を手にして女性を魅了する）
  - 稲垣吾郎 - 桃松 （早熟で、エッチな妄想大好き少年）
  - 森且行 - 白松 （「清く正しく」がモットーの白ぶちメガネの優等生）
  - 草彅剛 - 黄松 （きいまつ。カレーが大好きで、「～でインド」が口癖）
  - 香取慎吾 - 緑松 （みどまつ。自然が大好きで「エコロジー」が口癖、常に盆栽を手にしている）

## ディスコグラフィ

### CDシングル
- スマイル戦士 音レンジャー

### ビデオ
- 夢がMORI MORI Special Live
- 夢がMORI MORI Super Live